# 黃廷賢
黃廷賢，福建惠安人，清朝政治人物。举人出身。
康熙六十一年（1722年），擔任清朝廣州府新安縣知縣。后由徐雲祥接任。